# Josif Alilujev
Josif Grigorjevič Alilujev (rusko Иосиф Григо́рьевич Алилуев), ruski kardiolog, * 22. maj 1945, Moskva, † 2. november 2008, Moskva.
Je sin Svetlane Alilujeve, hčerke Josipa Visarijonovića Džugašvilija - Stalina, in Grigorija Morozova, Stalinovega sošolca. Tri leta po njegovem rojstvu se je Alilujeva ločila od moža in se kmalu po tistem poročila z Jurijem Ždanovom, ki je njenega sina posvojil, zato so ga preimenovali v Josifa Jurjeviča Ždanova; v 1950. letih je spet dobil prvotni priimek in patronimik.
Sicer o njegovem zasebnem in poklicnem življenju ni veliko znanega. Po diplomi je vse življenje delal kot kardiolog, o srčnih boleznih je napisal približno 150 strokovnih člankov. Poročen je bil dvakrat, iz prvega zakona z Eleno Voznesenskajo je imel sina Iljo Josifoviča Voznesenskega, ki je postal arhitekt. Nekateri drugi člani rodbine Ilje niso priznavali za sorodnika, saj naj bi bil posvojen.
Alilujev je umrl na delovnem mestu na polikliniki za diplomatsko osebje v Moskvi, v začetku novembra 2008.